# Kennedy Goss
Kennedy Goss (Toronto, 19 de agosto de 1996) é uma nadadora canadense, medalhista olímpica.

## Carreira

### Rio 2016
Goss competiu na natação nos Jogos Olímpicos de Verão de 2016 e conquistou a medalha de bronze com o revezamento 4x200 metros livre.